# Saalbach-Hinterglemm
Saalbach-Hinterglemm (fino al 1987 Saalbach) è un comune austriaco di 2 888 abitanti nel distretto di Zell am See, nel Salisburghese. Celebre stazione sciistica sulle Alpi di Kitzbühel, fa parte del comprensorio Skicircus Saalbach-Hinterglemm/Leogang/Fieberbrunn.

## Geografia fisica
Il paese si trova in una valle nella regione del Pinzgau orientata verso ovest-est, nelle Alpi di Kitzbühel. Saalbach-Hinterglemm è circondato dai monti Spielberghorn (2 044 m) a nord, che è il punto più alto, l'Hochkogel (2 249 m) a sud, lo Zwölferkogel (1 984 m) e lo Schattberg (2 020 m).

## Storia
I più antichi insediamenti attestati nell'attuale territorio comunale risalgono al 1222; il toponimo (nella forma "Salpach") è attestato nel 1350, mentre la costruzione della chiesa risale a prima del 1410. Nel 1489 l'arcivescovo di Salisburgo Johann Beckenschlager concesse al comune i diritti di mercato, ma Saalbach rimase comunque soprattutto una povera comunità contadina fino al XX secolo; l'aumento della ricchezza si è verificato con l'arrivo dei primi turisti a partire dal 1945.

### Stemma
Lo stemma comunale è descritto come «uno scudo rosso attraversato diagonalmente da due sci d'oro». Essi sono accompagnati da un fiocco di neve d'argento in alto e tre palle d'argento in basso. Sopra a tutto questo vi è una sbarra ondulata d'argento.

## Sport

### Sci
Saalbach-Hinterglemm è una rinomata meta sciistica specializzata nello sci alpino; ha ospitato, tra l'altro, i Mondiali del 1991 e numerose tappe della Coppa del Mondo. Sul suo territorio si possono contare 200 km di piste, servite da 55 impianti di risalita (funivie e skilift), 10 km di piste da fondo tracciate, fun-park e halfpipe.

### Mountain bike
Saalbach-Hinterglemm può vantare circa 280 km di percorsi segnati per mountain bike e ogni anno si tiene l'Adidas freeride, competizione internazionale di questa specialità. Inoltre a Saalbach-Hinterglemm viene disputata la coppa del mondo di Downhill.

### Trekking
Le quattro funivie sono aperte anche d'estate e garantiscono l'accesso a oltre 400 km di sentieri segnati per le escursioni.